# Kommunistischer Arbeiterbund Deutschlands
Der Kommunistische Arbeiterbund Deutschlands (KABD) war eine 1972 gegründete kommunistische Organisation, aus der zehn Jahre später die Marxistisch-Leninistische Partei Deutschlands (MLPD) entstand.

## Geschichte
Die Organisation bekannte sich uneingeschränkt zu den Thesen von Karl Marx, Friedrich Engels, Lenin, Stalin und Mao Zedong. Erklärtes Ziel des KABD war es nach der aus Sicht seiner Gründungsmitglieder bestehenden „revisionistischen Entartung“ der DKP und der verbotenen KPD eine neue marxistisch-leninistische Partei aufzubauen. Willi Dickhut, einer der Initiatoren dieses Zusammenschlusses, war 1966 aus der illegalen KPD ausgeschlossen worden. Er war Herausgeber des theoretischen Organs des KABD, Revolutionärer Weg. Probleme des Marxismus-Leninismus (kurz Revolutionärer Weg).
Die Rote Fahne war das Zentralorgan des KABD. Als Jugendorganisation firmierte die Revolutionäre Jugend/Marxisten-Leninisten, die später gemeinsam mit dem Kommunistischen Jugendverband Deutschlands – Revolutionärer Weg den Revolutionären Jugendverband Deutschlands (RJVD) bildete. Zentrales Organ sowohl von RJ (ML) als auch RJVD war zunächst der Rebell, später wurde er durch den Stachel ersetzt.
Für Oberschüler gab es die Marxistisch-leninistischen Schülergruppen (MLSG), die das Rote Signal publizierten, aber ab Juni 1974 nur noch örtlich organisiert wurden. Für Studenten gab es die Kommunistischen Studentengruppen (ML), die den Roten Pfeil veröffentlichten.
Am 17. Januar 1981 kündigte die Leitung des Bundes perspektivisch die Gründung einer Partei an. Dies wurde 1982 mit dem Entstehen der Marxistisch-Leninistischen Partei Deutschlands (MLPD) vollzogen. Von den zahlreichen Parteigründungen von K-Gruppen konnte sich diese Parteigründung etablieren.

## Bekannte Mitglieder
- Robert Kurz, Publizist
- Günther Jacob, DJ, Musikkritiker und Schriftsteller
- Berthold Huber
- Heide Rühle[3]